# Lister Racing
Lister Racing ou Lister Storm Racing, est une écurie de sport automobile britannique. Elle représente la marque Lister en endurance.

## Histoire
En 1996, aux 24 Heures du Mans, une Lister Storm GTS termine au dix-neuvième rang du classement général.
L'année suivante, deux nouvelles Lister Storm GTL sont engagées, mais aucune ne termine l'épreuve.
En 1998, la seule voiture alignée par l'écurie, est refusée lors des vérifications techniques.
En 2002, l'écurie dispute le championnat FIA GT. La Lister Storm GT de Jamie Campbell-Walter et Nicolaus Springer remporte deux des trois premières manches, notamment celle de Brno, après avoir pris la tête de la course dans les derniers tours à la Chrysler Viper GTS-R de Fabrizio Gollin (Carsport Holland) tombant en panne d'essence. En juillet une Lister Storm GT termine deuxième des 24 Heures de Spa.
En 2003, aux 24 Heures du Mans, la Lister Strom LMP de Jamie Campbell-Walter, sort de la piste au niveau des « S » de la forêt dans la seconde séance de qualifications. La voiture est trop endommagée pour prendre le départ.
Début 2006, l'écurie britannique rempile pour une saison supplémentaire en Le Mans Series avec ses Lister Storm LMP Hybrid. Andrea Belicchi et Stefano Zonca qui ont déjà testé la voiture sur le circuit de Vellelunga seront rejoints par Jens Møller.